# Ricardo Bruera
Ricardo Pedro Bruera (Rosario, 10 de abril de 1932) es un pedagogo, licenciado en letras y docente argentino que se desempeñó como ministro de Educación durante la presidencia de facto de Jorge Rafael Videla en el marco de la última dictadura cívico-militar argentina (1976-1983).

## Familia y primeros años
Ricardo Pedro Bruera nació en Rosario, Argentina el 10 de abril de 1932. Contrajo nupcias con la señora Nelly Sanz en 1955 y tuvo 3 hijas. Es abuelo de 11 nietos y bisabuelo de 12 bisnietos.

## Trayectoria profesional
El biografiado egresó de su formación de Bachiller en una escuela secundaria de orientación humanista. Tras graduarse, cursó en la Facultad de Filosofía y Letras de la Universidad Nacional de Rosario la carrera de Letras.
Ejerció como secretario del Instituto de Filología, siendo también profesor en las cátedras de idiomas griego y latín y en la coordinación del Seminario de Sintaxis Superior.
Bruera fungió como docente en los diversos niveles, así como también participó en la creación y gestión de instituciones y programas de formación docente. Además tuvo participación en el desarrollo de programas y funciones de la vida escolar y sirvió como titular de la Secretaría Académica de la Facultad de Filosofía y Letras.

## Carrera política
Entre 1970 y 1971 ―durante la dictadura del general Roberto Marcelo Levingston― fue designado subsecretario de Educación de la provincia de Santa Fe.
Entre 1971 y 1973 ―durante la dictadura del general Alejandro Agustín Lanusse― fue designado ministro de Educación de la provincia de Santa Fe.
Entre 1976 y 1977 ―durante la dictadura cívico-militar (1976-1983)― fue designado ministro de Educación de la Nación.
Durante su gestión ocurrió el episodio conocido como La Noche de los Lápices por el cual diez estudiantes secundarios que reclamaban por el boleto escolar fueron secuestrados y seis de ellos «desaparecidos».

## Actividad posterior a la política
Ricardo Bruera fue representante y orientador del CONICET del Programa a distancia para el mejoramiento de las ciencias (PROMEC) a inicios de la década de 1980, dicho programa se orientaba a la formación de docentes de la Escuela Media argentina. Fue además, fundador y director del Instituto Rosario de Investigaciones en Ciencias de la Educación (IRICE), con dependencia de la Universidad Nacional de Rosario y del Consejo Nacional de Investigaciones Científicas y Técnicas.
Instituyó y dirigió el Colegio Rosario en el año 1983, con el propósito de brindar escuela de perfil experimental. La propuesta fundacional llevó como lema la «escuela del esfuerzo» abocada a construir inteligencia, promoviendo de esta forma la optimización de la didáctica como saber sistemático. Desde 1991 estableció el Centro de Didáctica Experimental (CEDIE).
Ricardo Bruera transitó su especialización didáctica en instituciones a saber: en Roma, Italia, con el director del Instituto de la UNESCO de Villa Frascati, Giovanni Gozzer, Epistemología didáctica, Conferencia «Coloquios con Gozzer», Comisión Asesora de Ciencias de la Educación, Consejo Nacional de Investigaciones Científicas y Técnicas (CONICET), Buenos Aires, Argentina, 1979; en Berna, Suiza, en el Abteibung Pädagogische Phychologie, Universidad de Berna. Metodología didáctica y procesos cognitivos del aprendizaje; en Lieja, Bélgica, Laboratorio de Pedagogía Experimental de la Universidad de Lieja, dirigido por Gilbert De Landsheere. Metodologías y tecnología de la evaluación de los aprendizajes; en Toulouse, Francia, Facultad de Ciencias de la Educación en la Universidad de Toulouse Le Mirail, Cátedra de Louis Not. Psicodidáctica de la construcción de los aprendizajes. Ricardo P. Bruera efectuó, además, residencias de estudio en el CIRADE de la Universidad de Quebec Montréal, en la Facultad de Ciencias de la Educación de la Universidad de Laval (Sainte Foy) y, en relación con la didáctica de la medicina, en la Facultad de Medicina de la Universidad Victor Segalen de Bordeaux (Francia) y en la Facultad de Medicina de la Universidad de Sherbrooke (Canadá).
Durante diez años integró el comité ejecutivo del World Association for Educational Research y también formó parte de la Association pour la Recherche Cognitive (ARC) de Francia y de la Sociedad Española de Pedagogía. Colaboró para las Revistas italianas Dirigenti Scuola y Rivista Pedagogia e Vita. Fue Profesor invitado de la Universidad del Sagrado Corazón de Milán e integró comité editorial de la Revue Internationale Francophone d’Éducation Médicale.

## Últimos años
En 2009, el Congreso de la Nación Argentina le quitó su jubilación por haber sido funcionario en la dictadura cívico-militar argentina (1976-1983).
En 2011, tras 32 años al frente de la Asociación Patronal del Colegio Rosario renunció luego de protestas realizadas por la Unión de Estudiantes Secundarios, pero siguió -hasta la actualidad- al frente de su organización pedagógica y coordinación de la tarea de los directivos y docentes.
Su última entrevista concedida a un medio tuvo lugar en 2012. En la misma detalló con claroscuros su fugaz paso por la cartera de Educación y Cultura entre 1976 y 1977.

## Libros y artículos publicados
Ricardo Pedro Bruera ha publicado libros y artículos orientados a la didáctica detallados a continuación:
Libros:
- "La matética" (1982)
- "La Evaluación Institucional" (1992)
- "La didáctica como ciencia cognitiva" (1996)
- "Manual de Didáctica de la Medicina" (2008)
- "Argumentación Didáctica de los Aprendizajes de Lectoescritura" (2017)

Artículos:
- "Módulo 1 - Teoría didáctica de la enseñanza por proyectos"
- "Módulo 2 - La gestión cognitiva de los aprendizajes - la docencia tutorial"
- "Módulo 3 - Instrumentación didáctica de la enseñanza por proyectos"
- "Módulo 4 - La evaluación por portfolio"
- "Módulo 5 - La escuela del pensamiento (en reformulación)"